# Unión Coclé Fútbol Club
El Unión Coclé Fútbol Club o simplemente Unión Coclé FC es un equipo de fútbol profesional de la ciudad de Penonomé, Provincia de Coclé, Panamá. El equipo fue fundado en el año 2021 bajo el nombre de Unión Coclé FC. Se desempeña en la Liga Prom, segunda división del Campeonato Panameño de Fútbol.

## Historia
Unión Coclé Fútbol Club fue refundado en el año de 2021, bajo dicho nombre en la ciudad de Penonomé, Provincia de Coclé.  Es un club afiliado a la Federación Panameña de Fútbol e inscrito en la Liga Panameña de Fútbol, por ende participa en los torneos oficiales. Actualmente pertenece a la segunda división desde la temporada 2019-20 con la expansión y regionalización de las diferentes ligas del país, en la cual inició bajo la Concesión de uso del nombre San Antonio F.C., Club de la misma ciudad, el cual fue fundado en 1968, por lo cual es el Tercer Club de Fútbol más antiguo de Panamá.
Por su parte, A.D. San Antonio F.C., disputó las ediciones 2008-09, 2010, 2011 y 2012 de la Copa Rommel Fernández (tercera división). Fue subcampeón de la edición 2012, luego de ganar la final de zona 2-3, por un marcador de 3 goles por 2 al equipo Don Bosco FC de Herrera.
En su primera participación en la nueva era de la segunda división de Panamá (Liga Prom), ya utilizando su propio nombre, Unión Coclé F.C. finalizó en la cuarta posición de la zona norte de la Conferencia Oeste.

## Estadio
El Complejo Deportivo Virgilio Tejeira Andrión situado en la Ciudad de Penonomé, Provincia de Coclé. Es el estadio de fútbol denominado Proyecto Goal de la Federación Panameña de Fútbol usado y principalmente para la realización de juegos de fútbol.

## Jugadores
30 Juan Martínez 
94 Frederick Gutiérrez 
16 Víctor Vásquez 
13 Luis Araúz 
7 Frederick Rodríguez 
8 Ricardo Martínez 
18 Henry López 
5 Stephen Smith 
2 José Herrera 
20 Andrés Villalobos 
6 Yaamell Menchaca 
9 Franklin Córdoba 
14 Keider Ortiz 
11 Kevin Manosalva 
12 Cristhian Gamboa 
15 Jonathan Rivas 
74 Alberto Arenales (JUV) 

## Entrenadores
Como Unión Coclé
- José González (2021 - 2022)
- Fabián Bolaños (2022)
- Hugo Domínguez (2023)
- Juan Ramírez (2023)
- Julio Infante (2023-2024)
- Juan Ramírez (2024-presente)

## Presidentes
- 1.  Virgilio Tejeira (2021-presente)

## Palmarés

### Tercera División
- Subcampeón de la Copa Rommel Fernández 2012.

#### Otros logros
- Campeón de la Zona 2-3 de la Copa Rommel Fernández 2012.